# ماغنوس أريكسون (لاعب هوكي جليد)
ماغنوس أريكسون (بالسويدية: Magnus Eriksson)‏ هو لاعب هوكي جليد سويدي، ولد في 12 أغسطس 1973 في ستوكهولم في السويد.

## وصلات خارجية
- ماغنوس أريكسون على موقع EliteProspects.com (الإنجليزية)
- ماغنوس أريكسون على موقع Eurohockey.com (الإنجليزية)
- ماغنوس أريكسون على موقع HockeyDB.com (الإنجليزية)